# Chlorophorus punctiger
Chlorophorus punctiger är en skalbaggsart. Chlorophorus punctiger ingår i släktet Chlorophorus och familjen långhorningar.

## Underarter
Arten delas in i följande underarter:
- C. p. tamdaoensis
- C. p. punctiger